# Boxe aux Jeux africains de 1978
Navigation
Édition précédente Édition suivante
Les compétitions de boxe anglaise de la 3e édition des Jeux africains se sont déroulées du 13 au 28 juillet 1978 à Alger, en Algérie. 

## Résultats

### Podiums
| Catégories                    | Or                   | Argent             | Bronze                                 |
| Poids mi-mouches (-48 kg)     | Francis Musankabala  | Stephen Muchoki    | Jean-Paul Makaya Ahmed Saïd            |
| Poids mouches (-51 kg)        | Lucky Mutale         | Emmanuel Mlundwa   | Hassan Sherif Mbarek Zarrogui          |
| Poids coqs (-54 kg)           | Najib Zeddam         | Said Ounes         | Douglas Maina William Azanor           |
| Poids plumes (-57 kg)         | Azumah Nelson        | Modest Napunyi     | Christopher Ossai John Sichula         |
| Poids légers (-60 kg)         | Abdulkarim Haruna    | Komu Mwangi        | Noureddine Segmani Nassreddin El-Agely |
| Poids super-légers (-63,5 kg) | Peter Wanyoke        | Abderrahim Souihi  | Lucas Msomba John Mugabi               |
| Poids welters (-67 kg)        | Vicky Byarugaba      | Moro Tashiro       | Enock Chama Philip Mathenge            |
| Poids super-welters (-71 kg)  | Mourad Fergane       | Abdelzaaher Ayyoub | Hassen Bouchlba َAbderrahim El-Ouidaoui |
| Poids moyens (-75 kg)         | Stephen Moi          | Moussa Ouattara    | Abdelgawad John Martins                |
| Poids mi-lourds (-81 kg)      | Ishiaku Adamu        | Khalil Ali Khalti  | Taoufik Belbouli Napoleon Abbey        |
| Poids lourds (+81 kg)         | Joseph Adamah Mensah | Joseph Kabegi      | El-Tchanaoui Lodovico Owiny            |

### Tableau des médailles
| Place | Pays              | Médaille d'or, Afrique | Médaille d'argent, Afrique | Médaille de bronze, Afrique | Total |
| ----- | ----------------- | ---------------------- | -------------------------- | --------------------------- | ----- |
| 1     | Kenya             | 2                      | 4                          | 2                           | 8     |
| 2     | Ghana             | 2                      | 1                          | 1                           | 4     |
| 3     | Nigeria           | 2                      | 0                          | 3                           | 5     |
| 4     | Zambie            | 2                      | 0                          | 2                           | 4     |
| 5     | Algérie           | 1                      | 1                          | 1                           | 3     |
| 6     | Tunisie           | 1                      | 0                          | 2                           | 3     |
| 6     | Ouganda           | 1                      | 0                          | 2                           | 3     |
| 8     | Égypte            | 0                      | 2                          | 2                           | 4     |
| 9     | Maroc             | 0                      | 1                          | 2                           | 3     |
| 10    | Tanzanie          | 0                      | 1                          | 1                           | 2     |
| 11    | Haute-Volta       | 0                      | 1                          | 0                           | 1     |
| 12    | Libye             | 0                      | 0                          | 2                           | 2     |
| 13    | Éthiopie          | 0                      | 0                          | 1                           | 1     |
| 13    | Gabon             | 0                      | 0                          | 1                           | 1     |
| Total | 14 pays médaillés | 11                     | 11                         | 22                          | 44    |